# Đại dịch COVID-19 tại Palau
Đại dịch COVID-19 tại Palau là một phần của đại dịch toàn cầu do virus corona 2019 (COVID-19) gây ra bởi virus corona gây hội chứng hô hấp cấp tính nặng 2 (SARS-CoV-2). Vi rút được xác nhận là đã xâm nhập vào Palau vào ngày 31 tháng 5 năm 2021.
Tính đến hết ngày 13 tháng 4 năm 2024, Palau ghi nhận 6,290 trường hợp mắc COVID-19 và 10 trường hợp tử vong.

## Bối cảnh
Vào ngày 12 tháng 1 năm 2020, Tổ chức Y tế Thế giới (WHO) xác nhận rằng coronavirus mới là nguyên nhân gây ra bệnh đường hô hấp ở một nhóm người ở thành phố Vũ Hán, tỉnh Hồ Bắc, Trung Quốc và đã được báo cáo cho WHO vào ngày 31 tháng 12 năm 2019.
Tỷ lệ ca tử vong đối với COVID-19 thấp hơn nhiều so với đại dịch SARS năm 2003, nhưng tốc độ truyền bệnh cao hơn đáng kể cùng với tổng số người chết cũng đáng kể.

## Dòng thời gian
Palau bắt đầu thực hiện các biện pháp kiểm soát biên giới từ rất sớm. Tổng thống Palau Thomas Remengesau Jr. đã ban hành lệnh đình chỉ tất cả các chuyến bay thuê bao từ Trung Quốc, Ma Cao và Hồng Kông từ ngày 1 đến ngày 29 tháng 2 năm 2020. Đến tháng 3, biên giới của đất nước bị đóng cửa. Các trường học cũng bắt đầu đóng cửa vào tháng Tư. Cuối cùng, Remengesau đình chỉ du lịch đến Palau.
Lệnh cũng cách ly tất cả những người mới nhập cảnh vào đất nước này trong 14 ngày.
Vào ngày 1 tháng 4 năm 2021, Palau và Đài Loan đã thành lập một "bong bóng du lịch", cho phép mọi người đi lại giữa hai quốc gia với những hạn chế.
Palau ghi nhận trường hợp đầu tiên nhiễm COVID-19 vào ngày 31 tháng 5 năm 2021. Tổng thống Surangel Whipps Jr. nói rằng bệnh nhân có nguy cơ lây nhiễm cho người khác thấp và những người tiếp xúc gần với bệnh nhân đã có kết quả xét nghiệm âm tính. Whipps Jr. cũng nhấn mạnh rằng phần lớn dân số đã được chủng ngừa SARS-CoV-2.

## Tiêm phòng
Palau bắt đầu nhận vắc xin COVID-19 vào năm 2021. Là một thành viên của Hiệp ước Liên kết Tự do với Hoa Kỳ, Palau đã nhận được vắc-xin từ Chiến dịch Thần tốc. Theo Bộ Y tế, công tác tiêm chủng bắt đầu từ ngày 3 tháng 1 và tính đến ngày 12 tháng 4, 40% dân số đã được tiêm chủng đầy đủ. Đến ngày 26 tháng 5, ước tính 96% người lớn (18 tuổi trở lên) trên cả nước đã được tiêm chủng đầy đủ.